# Oodinium ocellatum
Oodinium ocellatum is een soort in de taxonomische indeling van de Myzozoa, een stam van microscopische parasitaire dieren. Het organisme komt uit het geslacht Oodinium en behoort tot de familie Oodiniaceae. Oodinium ocellatum werd in 1946 ontdekt door Brown & Hovasse.